# الت کرنزلین
الت کرنزلین (به آلمانی: Alt Krenzlin) یک شهر در آلمان است که در مکلنبورگ-فورپومرن واقع شده‌است.

## خصوصیات
الت کرنزلین ۳۷٫۵۷ کیلومترمربع مساحت دارد ۵۴ متر بالاتر از سطح دریا واقع شده‌است.